# Calliopsis rogeri
Calliopsis rogeri är en biart som beskrevs av Shinn 1967. Calliopsis rogeri ingår i släktet Calliopsis och familjen grävbin. Inga underarter finns listade.